# M.Victoria Hayden
Hermana M. Victoria Hayden (1930) es una botánica estadounidense.
Se ha especializado en la familia de Rubiaceae. Es investigadora del "Missouri Botanical Garden", St. Louis.

## Algunas publicaciones
- Dwyer, J.D; M.V. Hayden. 1967. Notes on Woody rubiaceae of Tropical America. Ann. Missouri Botanical Garden, Vol. 54, N.º 2 (1967), pp. 138-146
- Hayden, M.V.; J.D. Dwyer. 1969. Seed Morphology in the Tribe Morindeae (Rubiaceae). Bull. Torrey Botanical Club, Vol. 96, N.º 6 (nov-dic 1969), pp. 704-710

Se poseen 84 registros de sus identificaciones y nombramientos, todos en coautoría con su colega John Duncan Dwyer (1915-2005).
- Datos: Q5988143
- Especies: Mary Victoria Hayden